# The Moth and the Flame
Pour plus de détails, voir Fiche technique et Distribution.
The Moth and the Flame est un film muet américain, produit par Daniel Frohman pour Famous Players, réalisé par Sidney Olcott  avec Stewart Baird et Adele Rey dans les rôles principaux, sorti aux États-Unis en 1915.

## Fiche technique
- Réalisation : Sidney Olcott
- Scénario : d'après la pièce homonyme de Clyde Fitch
- Production : Daniel Frohman pour Famous Players
- Distribution : Paramount
- Durée : 4 bobines
- Date de sortie :
  - États-Unis : 13 mai 1915 (New York)

## Distribution
- Stewart Baird : Edward Fletcher
- Edward Mordant : Mr. Dawson
- Bradley Barker : Douglas Rhodes
- Arthur Donaldson : Mr. Walton
- Adele Rey : Marion Walton
- Dora M. Adams : Mme Walton
- Irene Howley : Jeannette Graham
- Maurice Stewart : l'enfant de Jeannette

## Anecdotes
Le film a été tourné à Jacksonville, en Floride